# Auston Trusty
Auston Levi-Jesaiah Trusty (Media, Pennsylvania, 12 augustus 1998) is een Amerikaans voetballer die doorgaan als verdediger speelt. Hij verruilde Arsenal in augustus 2023 voor Sheffield United. Trusty debuteerde in 2023 in het Amerikaans voetbalbalelftal.

## Clubcarrière
Trusty speelde in de jeugd van Philadelphia Union. Dat liet hem twee jaar rijpen in het tweede team (Bethlehem Steel), voordat hij in 2018 debuteerde in de Major League Soccer. Hij kwam in twee jaar tot 56 competitiewedstrijden voor Union, allemaal als basisspeler. Trusty verhuisde daarna naar Colorado Rapids, waarvoor hij nog 2,5 jaar in de Major League Soccer speelde.
Trusty tekende in februari 2022 bij Arsenal, maar zou hier nooit één officiële wedstrijd voor spelen. De Engelse club verhuurde hem eerst nog vijf maandenr aan Colorado, om hem direct daarna voor een jaar te verhuren aan Birmingham City. Trusty speelde zo gedurende het seizoen 2022/23 op-twee-na alle speelronden in de Championship. Hij tekende in augustus 2023 voor vier seizoenen bij het toen net naar de Premier League gepromoveerde Sheffield United.

## Interlandcarrière
Trusty maakte deel uit van verschillende Amerikaanse nationale jeugdselecties. Hij was met Verenigde Staten –17 actief op het WK –17 van 2015 en met Verenigde Staten –20 op het WK –20 van 2017. Hij won met Verenigde Staten –20 het CONCACAF kampioenschap –20 van 2017. Trusty debuteerde op 25 maart 2023 in het in het Amerikaans voetbalbalelftal. Bondscoach Anthony Hudson gaf hem toen een basisplaats in een met 1–7 gewonnen wedstrijd in het kader van de CONCACAF Nations League uit bij Grenada. Hij mocht drie maanden later ook elf minuten invallen in de met 0–2 gewonnen finale van dat toernooi, tegen Canada.

## Erelijst
| Competitie                 |                  |                  |                  |                  |
| Competitie                 | Aantal           | Jaren            |                  |                  |
| Verenigde Staten           | Verenigde Staten | Verenigde Staten | Verenigde Staten | Verenigde Staten |
| -------------------------- | ---------------- | ---------------- | ---------------- | ---------------- |
| CONCACAF Nations League    | 1x               | 2022/23          |                  |                  |
| Verenigde Staten –20       |                  |                  |                  |                  |
| CONCACAF-kampioenschap –20 | 1x               | 2017             |                  |                  |